# Municipio de Bloomington (Kansas)
El municipio de Bloomington (en inglés: Bloomington Township) es un municipio ubicado en el condado de Butler en el estado estadounidense de Kansas. En el año 2010 tenía una población de 535 habitantes y una densidad poblacional de 5,73 personas por km².

## Geografía
El municipio de Bloomington se encuentra ubicado en las coordenadas 37°36′24″N 96°52′50″O / 37.60667, -96.88056. Según la Oficina del Censo de los Estados Unidos, el municipio tiene una superficie total de 93.35 km², de la cual 93,35 km² corresponden a tierra firme y (0 %) 0 km² es agua.

## Demografía
Según el censo de 2010, había 535 personas residiendo en el municipio de Bloomington. La densidad de población era de 5,73 hab./km². De los 535 habitantes, el municipio de Bloomington estaba compuesto por el 94,58 % blancos, el 0,56 % eran afroamericanos, el 1,31 % eran amerindios, el 0,37 % eran asiáticos, el 0,37 % eran isleños del Pacífico y el 2,8 % eran de una mezcla de razas. Del total de la población el 2,8 % eran hispanos o latinos de cualquier raza.